# Cathédrale du Saint-Esprit de Palmerston North
Cette  cathédrale n’est pas la seule cathédrale du Saint-Esprit.
La cathédrale du Saint-Esprit (en anglais : Cathedral of the Holy Spirit) est la cathédrale du diocèse de Palmerston North en Nouvelle-Zélande. Elle a été bénie en 1925 sous le nom d'église Saint-Patrick (St Patrick's Church), puis a été placée sous le vocable du saint Esprit lorsqu'elle est devenue le siège du nouveau diocèse de Palmerston North érigé en 1980.

## Histoire
L'édifice est bâti par l'architecte Frederick de Jersey Clere en style néo-gothique,. La cathédrale est restaurée et son intérieur est ordonnancé différemment en 1988.
La cathédrale est inscrite à la catégorie I des monuments historiques de Nouvelle-Zélande en 1990.